# أحمد آل سعد
أحمد إبراهيم آل سعد لاعب كرة قدم سعودي، يلعب في الدفاع لعب سابقاً في نادي الكوكب.